# Stockheim (Kreuzau)
Stockheim is een plaats in de Duitse gemeente Kreuzau, deelstaat Noordrijn-Westfalen, en telt 2.686 inwoners (1 juli 2018).
Het dorp ligt aan de Bundesstraße 56, 3 km ten oosten van Niederau en 5 km ten zuiden van het centrum van Düren.
Tot het dorp behoort mede het ten noorden ervan, eveneens aan de B 56 gelegen, dorpje Stepprath.
Stockheim is in de vroege middeleeuwen door Franken gesticht.
Van 1854 tot 1870 werd er in een ondergrondse mijn bruinkool gedolven. Deze brandstof werd ter plaatse verstookt in een aardewerkfabriek. Reeds in deze tijd werd er door de dorpsarts en door niet in de fabriek werkende dorpsbewoners geklaagd over ernstige luchtvervuiling: stank en de ademhaling bemoeilijkende, giftige dampen, die uit de fabrieksschoorsteen kwamen. Uiteindelijk was niet de milieuvervuiling, maar de economische concurrentie in 1870 de oorzaak van de sluiting van de mijn en de fabriek: elders werd de bruinkool goedkoper in dagbouw opgedolven.
In het dorp was van 1953 tot 2003 een munitiedepot van de Bundeswehr gevestigd. Omdat de bijbehorende gebouwen asbest bouwmaterialen bevatten, was de sanering ervan een zeer lastig karwei. Ter plaatse zal een nieuwe woonwijk worden gebouwd.
Het dorp heeft een groot bedrijventerrein, het grootste in de gemeente, waar overwegend midden- en kleinbedrijf is gevestigd. De grootste fabriek van het dorp (circa 175 man personeel) produceert verpakkingsmaterialen voor snoepgoed. Het bedrijf is eigendom van een concern uit de Verenigde Staten.
In het dorp staat het uitgestrekte brandweercentrum, waaronder de brandweerkorpsen van de Kreis Düren, dus ook dat van de stad van die naam, ressorteren. Hier vinden opleidingen tot brandweerman of -vrouw plaats, houdt de leiding van de brandweer kantoor, wordt de boekhouding en de administratie bijgehouden, worden de brandweerauto's, brandslangen, persluchtmaskers e.d. onderhouden en staan diverse brandweerauto's geparkeerd.

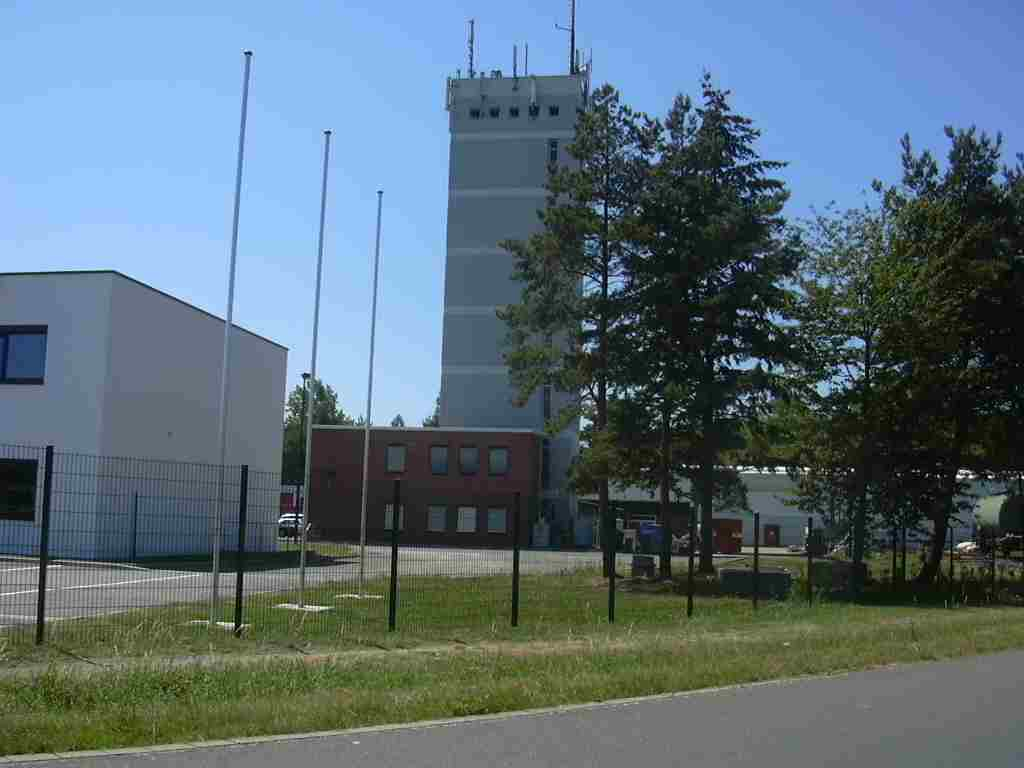
Brandweercentrum
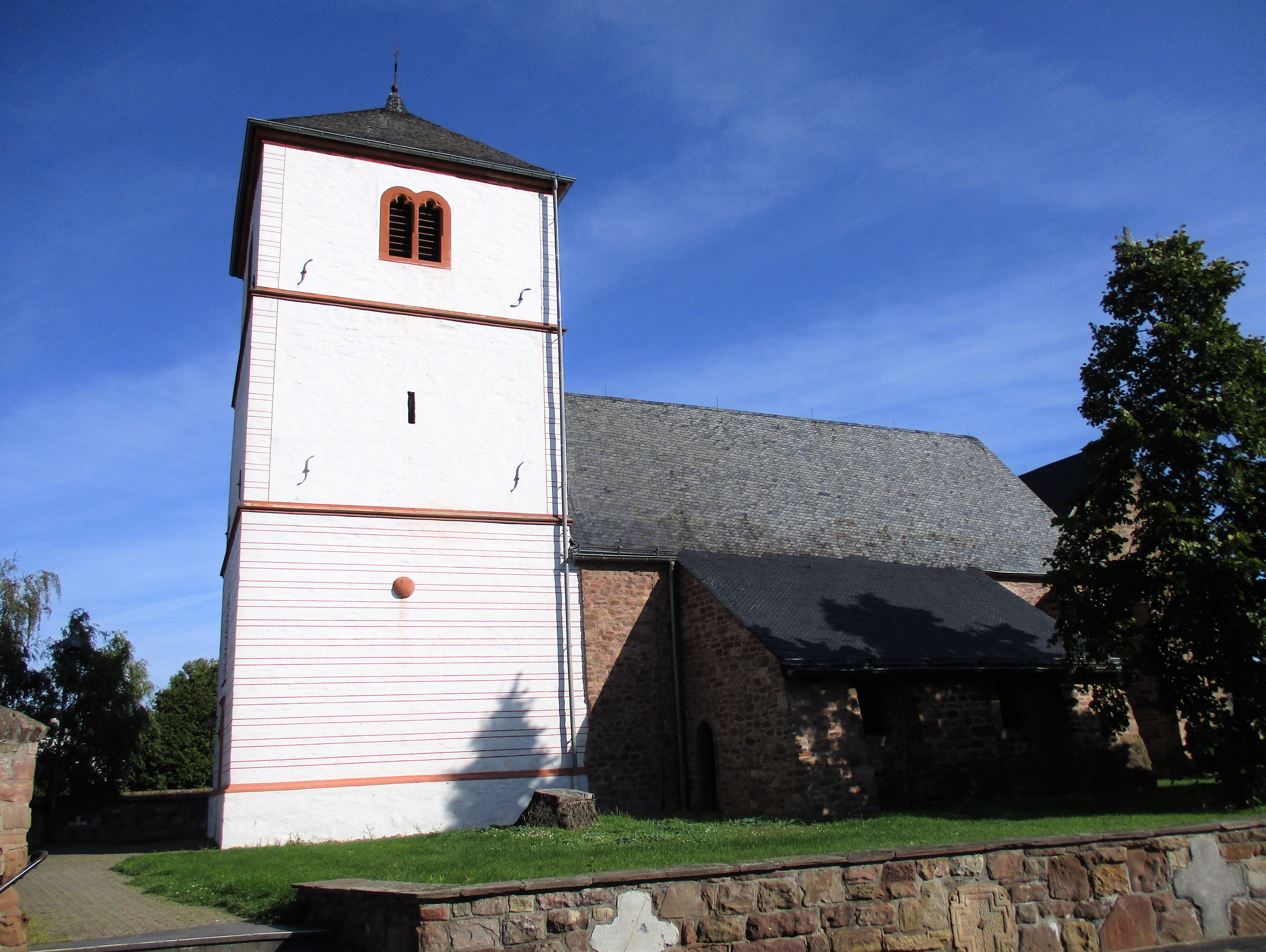
Oude Kerk
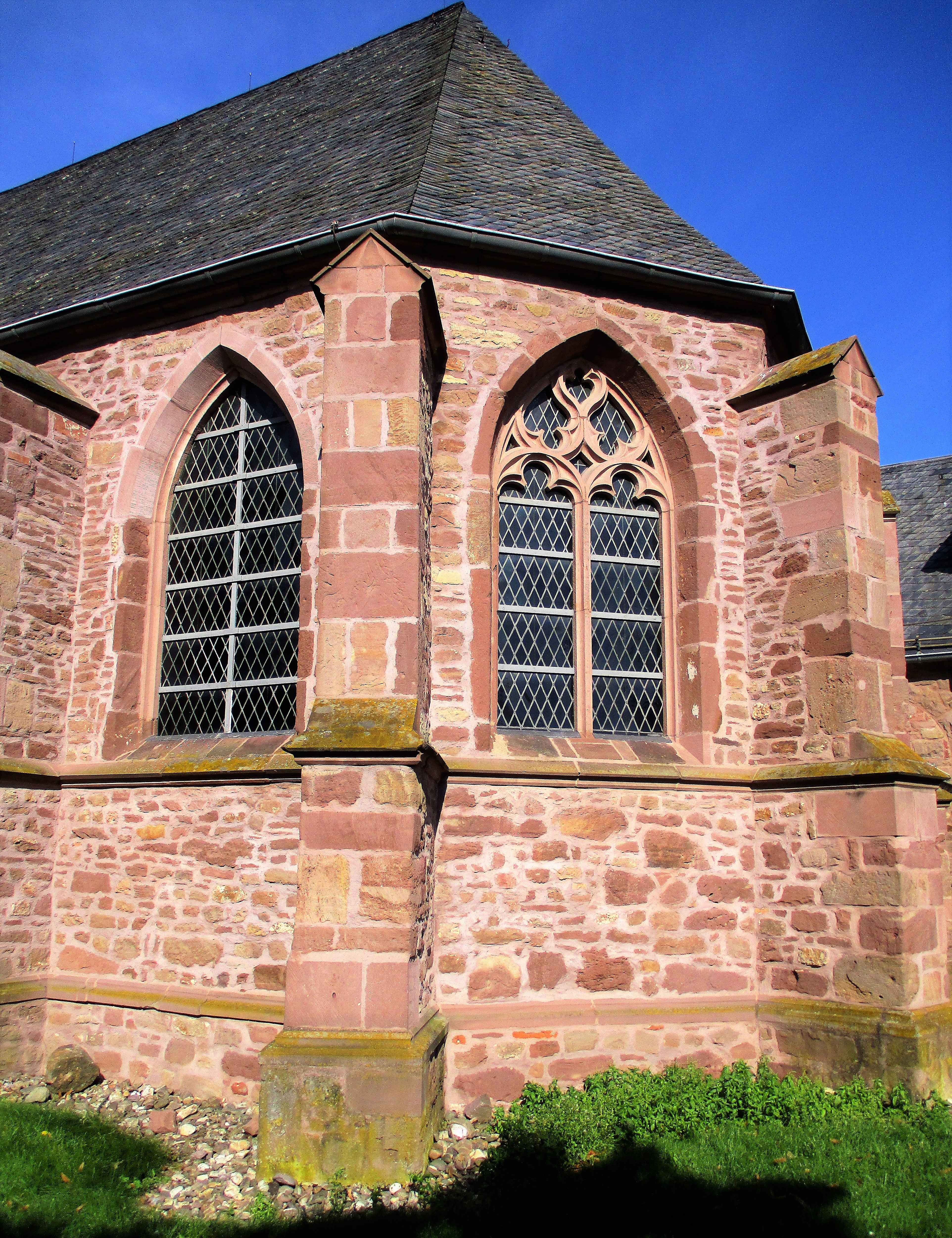
Gotisch koor van deze kerk
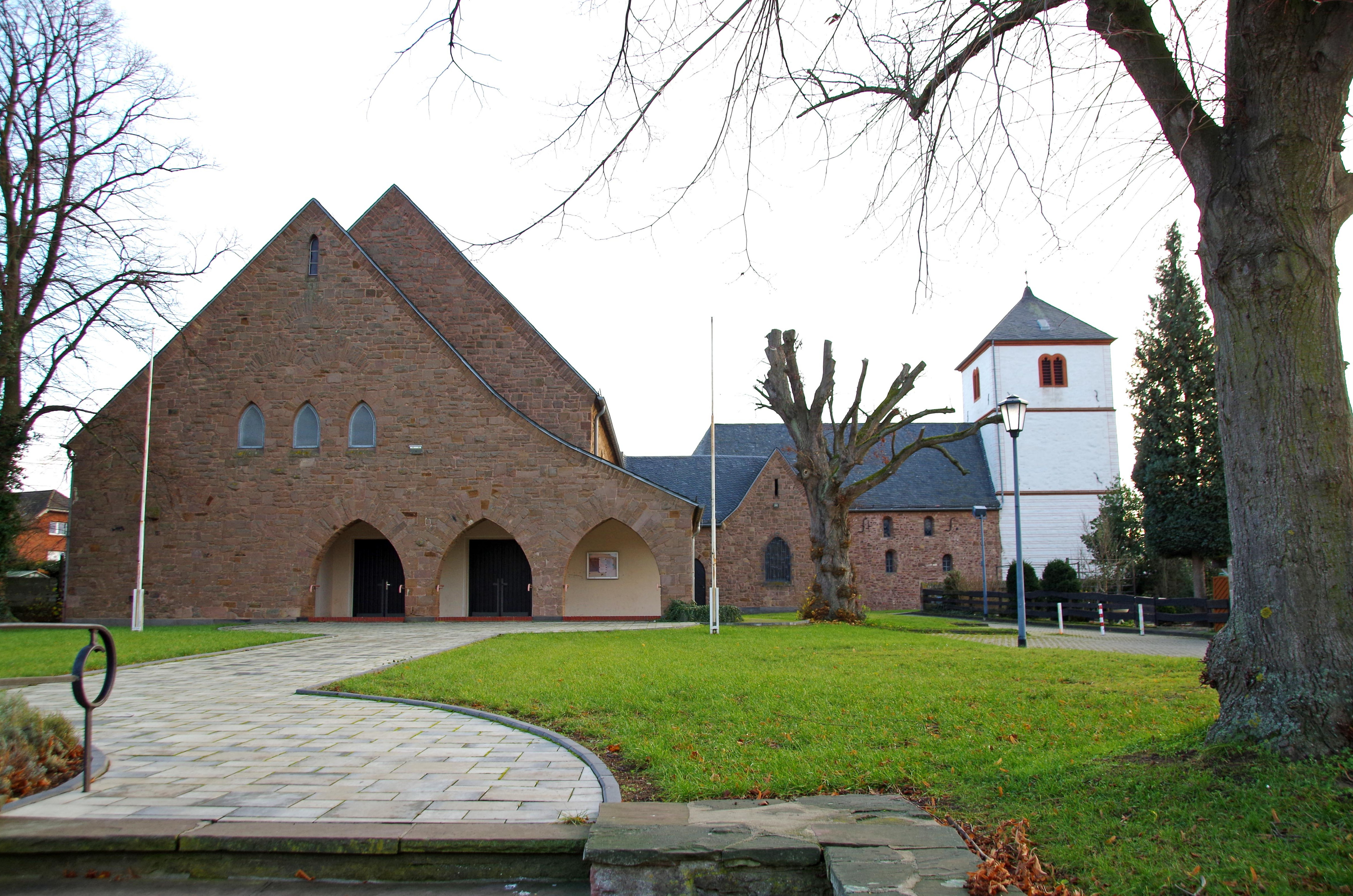
Nieuwe St. Andreaskerk (links) naast de Oude Kerk (rechts)

De Oude Kerk in het dorp is bijna even oud als het dorp zelf. De kerk en de massieve, ook voor defensie tegen vijanden bedoelde, grotendeels bewaard gebleven toren dateert van rond het jaar 1000. De oorspronkelijk romaanse kerk werd in de 13e eeuw grondig in de stijl der gotiek gerenoveerd. Omdat de Oude Kerk te klein was geworden, werd elders in het dorp reeds in 1937 een nieuwe parochiekerk gebouwd. De nazi's, die toen aan de macht waren, gaven de bouwvergunning af, in de verwachting, het gebouw spoedig in beslag te kunnen nemen en tot bioscoop te verbouwen. Het verloop van de Tweede Wereldoorlog verhinderde deze plannen. In de Tweede Wereldoorlog liepen beide kerken zware, in het geval van de Oude Kerk deels onherstelbare schade op. De Oude Kerk werd na de restauratie en het herstel van de oorlogsschade een cultureel centrum annex dorpshuis.